# Sandro Magister

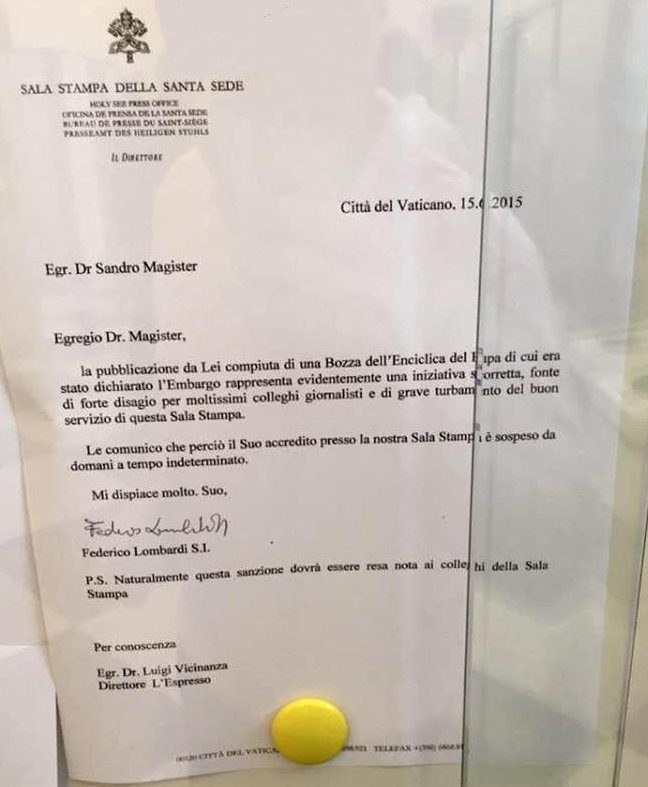
Fotografie des Suspensionsbriefs

Sandro Magister (* 2. Oktober 1943 in Busto Arsizio) ist ein italienischer Journalist (L’Espresso).

## Leben
Magister ist auf religiöse Nachrichten spezialisiert, insbesondere auf die katholische Kirche und den Vatikan. 
Einige Tage vor seiner offiziellen Veröffentlichung am 18. Juni 2015 wurde Sandro Magister beschuldigt, eine Nachrichtensperre durch die Veröffentlichung von Teilen der Enzyklika Laudato si’ verletzt zu haben, und am 16. Juni wurde ihm die Akkreditierung im vatikanischen Presseraum entzogen. Magisters Antwort war, dass das Dokument ein früher Entwurf war, der nicht unter die Nachrichtensperre fällt und von seinem Herausgeber erhalten wurde, der die Entscheidung zur Veröffentlichung getroffen hat. Er habe lediglich eine Einführung geschrieben.

## Schriften (Auswahl)
- La politica vaticana e l’Italia (1943–1978). Rom 1979, OCLC 435391035.
- Chiesa extraparlamentare. Il trionfo del pulpito nell’età postdemocristiana. Neapel 2001, ISBN 88-8325-066-4.